# Severin Dietrich
Severin Dietrich (* 30. November 1994) ist ein Schweizer Biathlet.
Severin Dietrich startet für Sarsura Zernez. 2011 bestritt er drei FIS-Rennen im Skilanglauf, darunter einen Berglauf. Seit 2013 bestritt er international einzig Biathlonrennen. Bei den Biathlon-Juniorenweltmeisterschaften 2013 bestritt er seine erste internationale Meisterschaft und wurde 44. des Einzels, 86. des Sprints und mit Kenneth Schöpfer und Jules Cuenot 14. des Staffelrennens. Ein Jahr später schaffte er in Presque Isle bessere Resultate und wurde 21. des Einzels, 48. des Sprints, 47. der Verfolgung sowie Staffel-Siebter. Kurz zuvor nahm er erstmals an Biathlon-Europameisterschaften teil. Bei den Rennen der Junioren belegte er den 17. Rang im Einzel, wurde 22. des Sprints und 32. der Verfolgung.
Bei den Männern im Leistungsbereich bestritt Dietrich 2014 im IBU-Cup sein erstes Rennen in Ridnaun und wurde 87. eines Sprintrennens. Bei den Europameisterschaften wurde er nach seiner Teilnahme an den Juniorenrennen für die Staffel in die A-Mannschaft berufen und wurde an der Seite von Kevin Russi, Mario Dolder und Jules Cuenot in der überrundeten Schweizer Staffel 13.
Seit Mai 2018 amtet Dietrich als Nachwuchstrainer am Hochalpinen Institut in Ftan.